# Irina Mazanitis
Irina Mazanitis (n. 8 februarie 1944, Constanța, România) este o actriță română de teatru, film, televiziune și radio. La Gala UNITER 1996-1997 este premiată la categoria Cea mai bună actriță pentru rolul Anna Petrovna din  spectacolul Don Juan à la russe de Anton Cehov. În 1969, Irina Mazanitis a fost decorată cu Medalia Meritul Cultural.

## Filmografie
- Tufă de Veneția (1977)
- Maria Mirabela (1981) – voce
- Înghițitorul de săbii (1982)
- Concurs (1982)
- Faleze de nisip (1983)